# Mont Karakuni
Le mont Karakuni (韓国岳, Karakunidake) est un volcan du Japon situé dans les monts Kirishima dont il est le point culminant avec 1 700 mètres d'altitude.

## Géographie
Le mont Karakuni s'étend sur les municipalités de Kirishima (préfecture de Kagoshima), Ebino et Kobayashi (préfecture de Miyazaki).
Le sommet du volcan est constitué d'un cratère de 900 mètres de diamètre pour 300 mètres de profondeur. Ce dernier peut se remplir et former un lac lors de fortes précipitations.